# 丸尾敏夫
丸尾 敏夫（まるお としお、1932年（昭和7年）6月17日 - 2019年7月11日）は、日本の医学者。専門は眼科学。帝京大学名誉教授。静岡市出身。

## 経歴・人物
1932年、静岡市に生まれる。1952年、静岡県立静岡城内高等学校卒業。1958年、東京大学医学部卒業。1965年、東京大学医学部講師。1971年、帝京大学医学部教授。2000年、帝京大学医学部長。2003年、帝京大学名誉教授。2004年、帝京大学医療技術学部長。2009年、帝京大学医療技術学部客員教授。
東京大学医学部眼科学教室在籍中、外眼筋の生理研究において、萩原朗が日本で初めて筋電図を導入、久保木鉄夫により研究が開始され、丸尾敏夫、石川哲らによって大成された。また、1990年6月～1998年4月の間、日本弱視斜視学会理事長を、38年間（1965年～2003年）の長きに亘り、理事を務めた。
2007年、タレントのテリー伊藤の斜視の手術を行なっている。日テレのプロデューサー土屋敏男の企画で、番組内に『テリー伊藤の斜視手術』というコーナーが立ち上がり、5月10日に実施。手術の模様は第2日本テレビ「でじたるのバカ２ テリー伊藤斜視を治す」で、ドキュメンタリーとして放送された。
2011年4月瑞宝中綬章受章。

## 著書・共著
- 『第43〜48回視能訓練士国家試験問題集 : 視能訓練士セルフアセスメント』 丸尾敏夫, 久保田伸枝 編集 文光堂 2019.1
- 『斜視と眼球運動異常』丸尾敏夫, 久保田伸枝 著 コームラ 2017.7
- 『眼』 大鹿哲郎 著者代表 医学書院 2017.1
- 『視能訓練士セルフアセスメント』 丸尾敏夫, 久保田伸枝 編集 文光堂 2016.6
- 『NEWエッセンシャル眼科学』 丸尾敏夫 著 医歯薬出版 2014.7
- 『視能訓練士セルフアセスメント』 丸尾敏夫, 久保田伸枝 編集 文光堂 2013.7
- 『系統看護学講座』 大鹿哲郎, 丸尾敏夫, 平井明美 著 医学書院 2013.1
- 『視能矯正学』 丸尾敏夫 編集 金原 2012.11
- 『視能訓練士セルフアセスメント : 視能訓練士国家試験問題集』 丸尾敏夫, 久保田伸枝 編集 文光堂 2012.9